# Олег Ингваревич Красный
Олег Ингваревич Красный (около 1215—8 марта 1258) — великий князь рязанский (1252—1258), местночтимый святой, сын Ингваря Игоревича.

## Биография
Во время монголо-татарского нашествия на Русь зимой 1237/1238 годов в битве под Коломной был ранен и захвачен в плен.
Батый принуждал Олега сменить веру.
Но Олег отказался, однако был «пощажен ради редкой его красоты».
На рязанское княжение отпущен лишь в 1252 году.
После четырнадцатилетнего плена возвратился на родину и княжил ещё шесть лет.
В 1258 году, чувствуя приближение кончины, блаженный Олег был пострижен в схиму с именем Космы.
Он передал престол своему сыну Роману и мирно скончался 8 марта 1258 года.
Похоронен в Храме Святого Спаса.
10 (23) июня на Рязанской земле почитается как местночтимый святой.

## Семья и предки
Отец: Ингварь Игоревич (ум. 1235) — рязанский князь (1217—1235).
Братья и сёстры:
- Юрий (уб. 1237) — великий князь Рязанский (1235—1237).
- Роман (уб. 1237) — князь коломенский или рязанский (1217—1237).
- Евдокия — жена 1-го князя углицкого Владимира Константиновича.

Сын: Роман (1237—1270) — Великий князь рязанский (1258—1270).